# Fimbristylis blepharolepis
Fimbristylis blepharolepis är en halvgräsart som beskrevs av Johannes Hendrikus Kern. Fimbristylis blepharolepis ingår i släktet Fimbristylis och familjen halvgräs. Inga underarter finns listade i Catalogue of Life.